# Seznam medailistů na halovém mistrovství Evropy – výška
Skok do výšky je do programu halového mistrovství Evropy zařazen od prvních ročníků šampionátu.

## Muži
| Rok      | Místo         | Zlato              | Výkon vítěze | Stříbro                              | Bronz                                  |
| -------- | ------------- | ------------------ | ------------ | ------------------------------------ | -------------------------------------- |
| HME 1970 | Vídeň         | Valentin Gavrilov  | 220          | Gerd Dührkop                         | Şerban Ioan                            |
| HME 1971 | Sofie         | István Major       | 217          | Jüri Tarmak                          | Endre Kelemen                          |
| HME 1972 | Grenoble      | István Major       | 224          | Kęstutis Šapka                       | Jüri Tarmak                            |
| HME 1973 | Rotterdam     | István Major       | 220          | Jiří Palkovský                       | Vassilios Papadimitriou                |
| HME 1974 | Göteborg      | Kęstutis Šapka     | 222          | István Major                         | Vladimír Malý                          |
| HME 1975 | Katovice      | Vladimír Malý      | 221          | Endre Kelemen                        | Rune Almén                             |
| HME 1976 | Mnichov       | Sergej Senjukov    | 222          | Jacques Aletti                       | Rune Almén                             |
| HME 1977 | San Sebastián | Jacek Wszoła       | 225          | Rolf Beilschmidt                     | Ruud Wielart                           |
| HME 1978 | Milán         | Vladimir Jaščenko  | 235          | Rolf Beilschmidt                     | Wolfgang Killing                       |
| HME 1979 | Vídeň         | Vladimir Jaščenko  | 226          | Gennadij Biełkow                     | André Schneider                        |
| HME 1980 | Sindelfingen  | Dietmar Mögenburg  | 231          | Jacek Wszoła                         | Adrian Proteasa                        |
| HME 1981 | Grenoble      | Roland Dalhäuser   | 228          | Carlo Thränhardt                     | Dietmar Mögenburg                      |
| HME 1982 | Milán         | Dietmar Mögenburg  | 234          | Janusz Trzepizur                     | Roland Dalhäuser                       |
| HME 1983 | Budapešť      | Carlo Thränhardt   | 232          | Gerd Nagel                           | Mirosław Włodarczyk Massimo Di Giorgio |
| HME 1984 | Göteborg      | Dietmar Mögenburg  | 233          | Carlo Thränhardt                     | Roland Dalhäuser                       |
| HME 1985 | Pireus        | Patrik Sjöberg     | 235          | Aleksander Kotowicz                  | Dariusz Biczysko                       |
| HME 1986 | Madrid        | Dietmar Mögenburg  | 234          | Carlo Thränhardt                     | Geoffrey Parsons Eddy Annys            |
| HME 1987 | Liévin        | Patrik Sjöberg     | 238          | Carlo Thränhardt                     | Gennadij Avdějenko                     |
| HME 1988 | Budapešť      | Patrik Sjöberg     | 239          | Dietmar Mögenburg                    | Sorin Matei                            |
| HME 1989 | Haag          | Dietmar Mögenburg  | 233          | Dalton Grant                         | Alexej Jemelin                         |
| HME 1990 | Glasgow       | Artur Partyka      | 233          | Arturo Ortiz                         | Dietmar Mögenburg Gerd Nagel           |
| HME 1992 | Janov         | Patrik Sjöberg     | 238          | Sorin Matei                          | Dragutin Topić Ralf Sonn               |
| HME 1994 | Paříž         | Dalton Grant       | 237          | Jean-Charles Gicquel                 | Hendrik Beyer                          |
| HME 1996 | Stockholm     | Dragutin Topić     | 235          | Leonid Pumalainen                    | Steinar Hoen                           |
| HME 1998 | Valencie      | Artur Partyka      | 231          | Vjačeslav Voronin                    | Tomáš Janků                            |
| HME 2000 | Gent          | Vjačeslav Voronin  | 234          | Martin Buss                          | Dragutin Topić                         |
| HME 2002 | Vídeň         | Staffan Strand     | 234          | Stefan Holm                          | Jaroslav Rybakov                       |
| HME 2005 | Madrid        | Stefan Holm        | 240 - RHME   | Jaroslav Rybakov                     | Pavel Fomenko                          |
| HME 2007 | Birmingham    | Stefan Holm        | 234          | Linus Thörnblad                      | Martyn Bernard                         |
| HME 2009 | Turín         | Ivan Uchov         | 232          | Alexej Dmitrik Kyriakos Ioannou      | neudělena                              |
| HME 2011 | Paříž         | Ivan Uchov         | 238          | Jaroslav Bába                        | Alexandr Šustov                        |
| HME 2013 | Göteborg      | Sergej Mudrov      | 235          | Alexej Dmitrik                       | Jaroslav Bába                          |
| HME 2015 | Praha         | Daniil Cyplakov    | 231          | Silvano Chesani Antonios Mastoras    | neudělena                              |
| HME 2017 | Bělehrad      | Sylwester Bednarek | 232          | Robert Grabarz                       | Pavel Seliverstau                      |
| HME 2019 | Glasgow       | Gianmarco Tamberi  | 232          | Konstadinos Baniotis Andrij Procenko | neudělena                              |
| HME 2021 | Toruň         | Maxim Nedasekau    | 237          | Gianmarco Tamberi                    | Thomas Carmoy                          |
| HME 2023 | Istanbul      | Douwe Amels        | 231          | Andrij Procenko                      | Thomas Carmoy                          |
| HME 2025 | Apeldoorn     | Oleh Doroščuk      | 234          | Jan Štefela                          | Matteo Sioli                           |

## Ženy
| Rok      | Místo         | Zlato                   | Výkon vítěze | Stříbro                            | Bronz                               |
| -------- | ------------- | ----------------------- | ------------ | ---------------------------------- | ----------------------------------- |
| HME 1970 | Vídeň         | Ilona Gusenbauerová     | 188          | Cornelia Popescuová                | Rita Schmidtová                     |
| HME 1971 | Sofie         | Milada Karbanová        | 180          | Wiera Gawriłowa                    | Cornelia Popescuová                 |
| HME 1972 | Grenoble      | Rita Schmidtová         | 190          | Rita Gildemeisterová               | Jordanka Blagoevová                 |
| HME 1973 | Rotterdam     | Jordanka Blagoevová     | 192          | Rita Gildemeisterová               | Milada Karbanová                    |
| HME 1974 | Göteborg      | Rosemarie Witschasová   | 190          | Milada Karbanová                   | Rita Kirstová                       |
| HME 1975 | Katovice      | Rosemarie Witschasová   | 192          | Marie-Christine Debourse           | Annemieke Boumaová                  |
| HME 1976 | Mnichov       | Rosemarie Ackermannová  | 192          | Ulrike Meyfarthová                 | Milada Karbanová                    |
| HME 1977 | San Sebastián | Sara Simeoniová         | 192          | Brigitte Holzapfelová              | Edit Sámuelová                      |
| HME 1978 | Milán         | Sara Simeoniová         | 194          | Brigitte Holzapfelová              | Urszula Kielanová                   |
| HME 1979 | Vídeň         | Andrea Mátayová         | 192          | Urszula Kielanová                  | Ulrike Meyfarthová                  |
| HME 1980 | Sindelfingen  | Sara Simeoniová         | 195          | Andrea Mátayová                    | Urszula Kielanová                   |
| HME 1981 | Grenoble      | Sara Simeoniová         | 197          | Elżbieta Krawczuková               | Urszula Kielanová                   |
| HME 1982 | Milán         | Ulrike Meyfarthová      | 199          | Andrea Bieniasová                  | Katalin Sterková                    |
| HME 1983 | Budapešť      | Tamara Bykovová         | 203          | Larisa Kosicynová                  | Maryse Ewanje-Epéeová               |
| HME 1984 | Göteborg      | Ulrike Meyfarthová      | 195          | Maryse Ewanje-Epéeová              | Danuta Bułkowská                    |
| HME 1985 | Pireus        | Stefka Kostadinovová    | 197          | Susanne Helmová                    | Danuta Bułkowská                    |
| HME 1986 | Madrid        | Andrea Bieniasová       | 197          | Gabriele Günzová                   | Larisa Kosicynová                   |
| HME 1987 | Liévin        | Stefka Kostadinovová    | 197          | Tamara Bykovová                    | Elżbieta Trylińska Susanne Beyerová |
| HME 1988 | Budapešť      | Stefka Kostadinovová    | 204          | Heike Redetzkyová                  | Larisa Kosicynová                   |
| HME 1989 | Haag          | Galina Astafeiová       | 196          | Hanne Hauglandová                  | Maryse Ewanje-Epéeová               |
| HME 1990 | Glasgow       | Heike Henkelová         | 200          | Britta Vörösová                    | Galina Astafeiová                   |
| HME 1992 | Janov         | Heike Henkelová         | 202          | Stefka Kostadinovová               | Jelena Jelesinová                   |
| HME 1994 | Paříž         | Stefka Kostadinovová    | 198          | Desislava Alexandrovová            | Sigrid Kirchmannová                 |
| HME 1996 | Stockholm     | Alina Astafeiová        | 198          | Niki Bakogianniová                 | Olga Bolșova                        |
| HME 1998 | Valencie      | Monica Iagărová         | 196          | Alina Astafeiová                   | Jelena Jelesinová                   |
| HME 2000 | Gent          | Kajsa Bergqvistová      | 200          | Zuzana Hlavoňová                   | Olga Kaliturinová                   |
| HME 2002 | Vídeň         | Marina Kupcovová        | 203          | Kajsa Bergqvistová Dóra Győrffyová |                                     |
| HME 2005 | Madrid        | Anna Čičerovová         | 201          | Ruth Beitiaová                     | Venelina Venevová                   |
| HME 2007 | Birmingham    | Tia Hellebautová        | 205 - RHME   | Antonietta Di Martinová            | Ruth Beitiaová                      |
| HME 2009 | Turín         | Ariane Friedrichová     | 201          | Ruth Beitiaová                     | Viktoria Kljuginová                 |
| HME 2011 | Paříž         | Antonietta Di Martinová | 201          | Ruth Beitiaová                     | Ebba Jungmarková                    |
| HME 2013 | Göteborg      | Ruth Beitiaová          | 199          | Ebba Jungmarková                   | Emma Green Tregarová                |
| HME 2015 | Praha         | Marija Kučinová         | 197          | Alessia Trostová                   | Kamila Lićwinková                   |
| HME 2017 | Bělehrad      | Airinė Palšytė          | 201          | Ruth Beitiaová                     | Julija Levčenková                   |
| HME 2019 | Glasgow       | Marija Lasickeneová     | 201          | Julija Levčenková                  | Airinė Palšytė                      |
| HME 2021 | Toruň         | Jaroslava Mahučichová   | 200          | Iryna Herashchenko                 | Ella Junnila                        |
| HME 2023 | Istanbul      | Jaroslava Mahučichová   | 198          | Britt Weermanová                   | Kateryna Tabašnyková                |
| HME 2025 | Apeldoorn     | Jaroslava Mahučichová   | 199          | Angelina Topićová                  | Engla Nilssonová                    |